# Hallenhockey-Europameisterschaft der Herren 2014
Die Hallenhockey-Europameisterschaft der Herren 2014 ist die 16. Auflage der Hallenhockey-EM der Herren. Sie fand vom 17. bis 19. Jänner in Wien, Österreich statt.

## Vorrunde

### Gruppe A
| Team 1      | Team 2      | Ergebnis |
| ----------- | ----------- | -------- |
| Deutschland | Russland    | 6:4      |
| Niederlande | England     | 7:6      |
| Russland    | England     | 3:3      |
| Niederlande | Deutschland | 6:6      |
| Deutschland | England     | 10:8     |
| Russland    | Niederlande | 6:4      |

Tabelle
| Rang | Land        | Spiele | Tore  | Differenz | Punkte |
| ---- | ----------- | ------ | ----- | --------- | ------ |
| 1    | Deutschland | 3      | 22:18 | +4        | 7      |
| 2    | Russland    | 3      | 13:13 | 0         | 4      |
| 3    | Niederlande | 3      | 17:18 | −1        | 4      |
| 4    | England     | 3      | 17:20 | −3        | 1      |

### Gruppe B
| Team 1     | Team 2     | Ergebnis |
| ---------- | ---------- | -------- |
| Tschechien | Polen      | 4:4      |
| Österreich | Schweden   | 7:4      |
| Polen      | Schweden   | 7:6      |
| Österreich | Tschechien | 5:3      |
| Tschechien | Schweden   | 7:4      |
| Polen      | Österreich | 4:4      |

Tabelle
| Rang | Land       | Spiele | Tore  | Differenz | Punkte |
| ---- | ---------- | ------ | ----- | --------- | ------ |
| 1    | Österreich | 3      | 16:11 | +5        | 7      |
| 2    | Polen      | 3      | 15:14 | +1        | 5      |
| 3    | Tschechien | 3      | 14:13 | +1        | 4      |
| 4    | Schweden   | 3      | 14:21 | −7        | 0      |

## Fünfter bis Achter Platz
Die Mannschaften, die die Vorrunde als Dritte oder Vierte beenden, werden in eine Gruppe C eingeteilt. Sie nehmen das Ergebnis (Tore, Punkte) aus der Vorrunde mit, das sie gegen den ebenfalls eingeteilten Gegner erreicht haben. Die zwei Spiele bestreiten sie gegen die anderen beiden Gruppenmitglieder.
Die letzten beiden steigen in die „B-EM 2015“ ab.

### Gruppe C
| Team 1      | Team 2     | Ergebnis |
| ----------- | ---------- | -------- |
| England     | Schweden   | 6:7      |
| Niederlande | Tschechien | 6:1      |
| Tschechien  | England    | 3:2      |
| Niederlande | Schweden   | 7:4      |

| Team        | Punkte | Sp | S | U | N | Tore | Gtore | Diff |
| ----------- | ------ | -- | - | - | - | ---- | ----- | ---- |
| Niederlande | 9      | 3  | 3 | 0 | 0 | 20   | 11    | +9   |
| Tschechien  | 6      | 3  | 2 | 0 | 1 | 11   | 11    | ±0   |
| Schweden    | 3      | 3  | 1 | 0 | 2 | 15   | 20    | −5   |
| England     | 0      | 3  | 0 | 0 | 3 | 14   | 17    | −3   |

## Halbfinale
| Team 1      | Team 2     | Ergebnis |
| ----------- | ---------- | -------- |
| Russland    | Österreich | 4:5      |
| Deutschland | Polen      | 10:2     |

## Spiel um Platz 3
| Team 1   | Team 2 | Ergebnis |
| -------- | ------ | -------- |
| Russland | Polen  | 4:3      |

## Finale
| Team 1     | Team 2      | Ergebnis       |
| ---------- | ----------- | -------------- |
| Österreich | Deutschland | 5:5, 3:4 n. P. |